# Aeroportul Prospect Creek
Aeroportul Prospect Creek (IATA: PPC, ICAO: PAPR, FAA LID: PPC) este un aeroport din Alaska, Statele Unite ale Americii ce deservește zona Prospect Creek. Aeroportul a fost tranzitat în 2019 de 1.048 de pasageri. A fost numit după zona deservită.
Situat la o altitudine de 334 m, aeroportul dispune de 1 pistă. Este operat de Alaska Department of Transportation & Public Facilities⁠(d).

## Infrastructură

### Piste
Aeroportul dispune de o singură pistă. Pista 1/19 are suprafața de pietriș și dimensiunile 4.968 picioare × 150 picioare. 